# Yacimiento arqueológico de Covalta
El yacimiento arqueológico de la La Covalta (Albaida, Valencia) se encuentra ubicado en el área de la Contestania Ibérica. Se trata de un poblado habitado entre el Ibérico Antiguo y el Ibérico Pleno (siglo VI – siglo III a. C.) excavado a inicios del siglo XX por Isidro Ballester.

## Localización y geografía

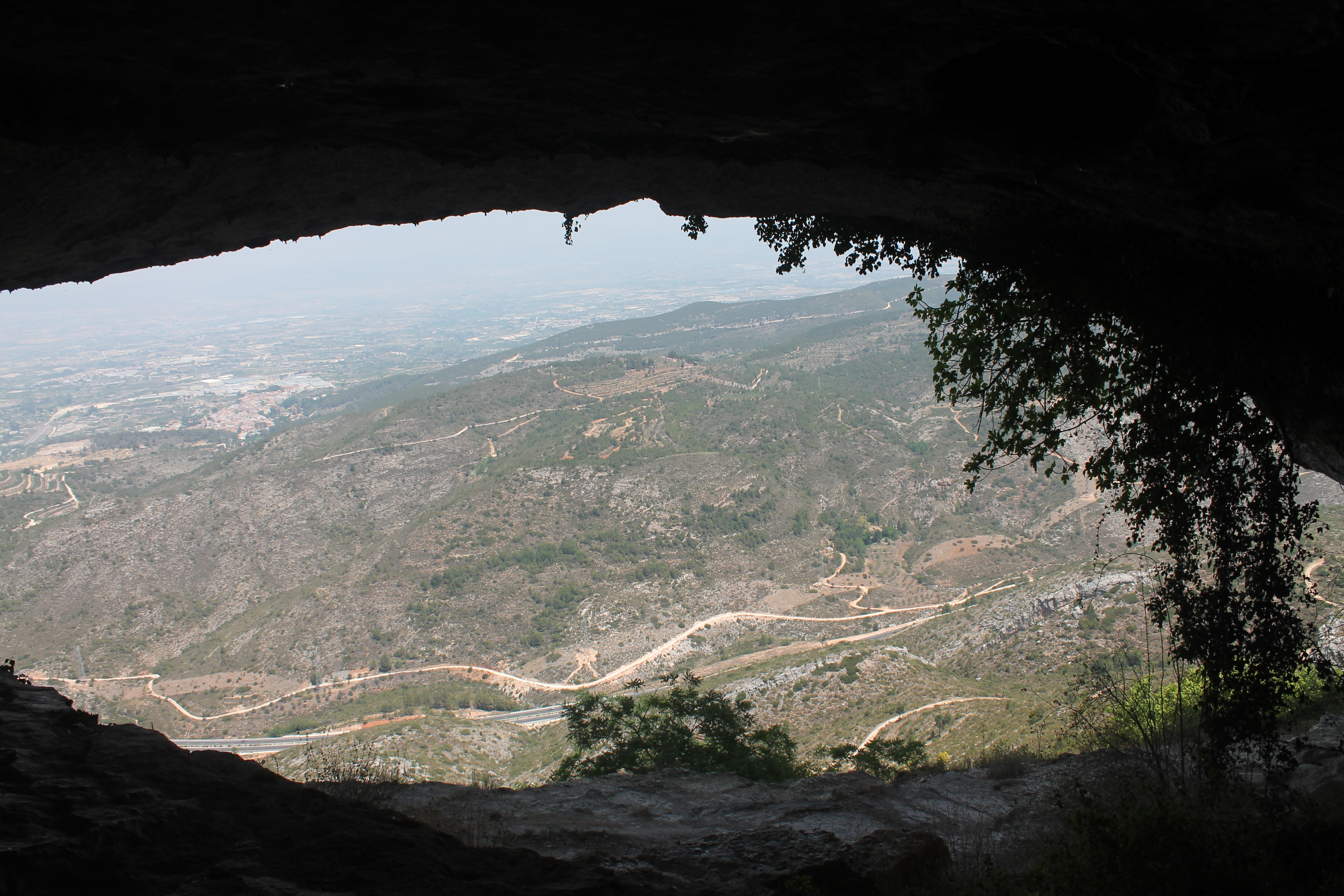
Vistas desde la Cova Alta

El yacimiento arqueológico de La Covalta está situado en la cima del monte homónimo, a 893 m s. n. m., en el tramo más oriental de la Sierra de Agullent, en el término municipal de Albaida, (Valencia, España). Desde el yacimiento se controla el paso natural del Valle de Albaida, una de las vías de acceso fundamental desde la costa mediterránea peninsular hacia el interior, así como del Valle de Agres por su parte sur, separando las provincias de Valencia y Alicante.
Toma su nombre de una cueva natural conocida como Cova alta, característica de un terreno en la que predomina el modelado kárstico con caudales de agua subterráneos; está situada unos metros por debajo del yacimiento, al pie del escarpe que impide el acceso al mismo por su parte noroccidental, a una altitud de 821 m s.n.m. En esta cueva se realizaron a inicios del siglo XX algunos sondeos arqueológicos, pero no se recuperó ninguna evidencia arqueológica, aun así reúne todos los requisitos necesarios como para haber sido utilizada por los íberos ya que su acceso difícil, su tamaño, su distancia con respecto al poblado y la presencia de un manantial en la propia cueva la hacen apta para tal fin.
El poblado se sitúa en una meseta ligeramente ondulada de difícil acceso por los grandes escarpes, excepto por la Valleta d' Agres. Su posición geográfica es favorable para la defensa puesto que hacia el norte podrían dominar la entrada al Valle de Albaida por el puerto, desde el Comtat de Cocentaina y la Canal d3 Alcoy; y hacia el sur, el acceso por el Estret d' Agres.

## Intervenciones arqueológicas y publicaciones
Los trabajos arqueológicos en Covalta se desarrollaron en el primer tercio del siglo XX (1907-1920) por el arqueólogo valenciano Isidro Ballester Tormo, convirtiéndose en el primer poblado ibérico valenciano excavado. Más de ochenta y tres estancias de planta rectangular fueron excavadas, además de la muralla de más de tres metros de ancho que protegía el poblado por su parte oriental y dos puertas de acceso al poblado, una en la parte este y otra en la oeste.

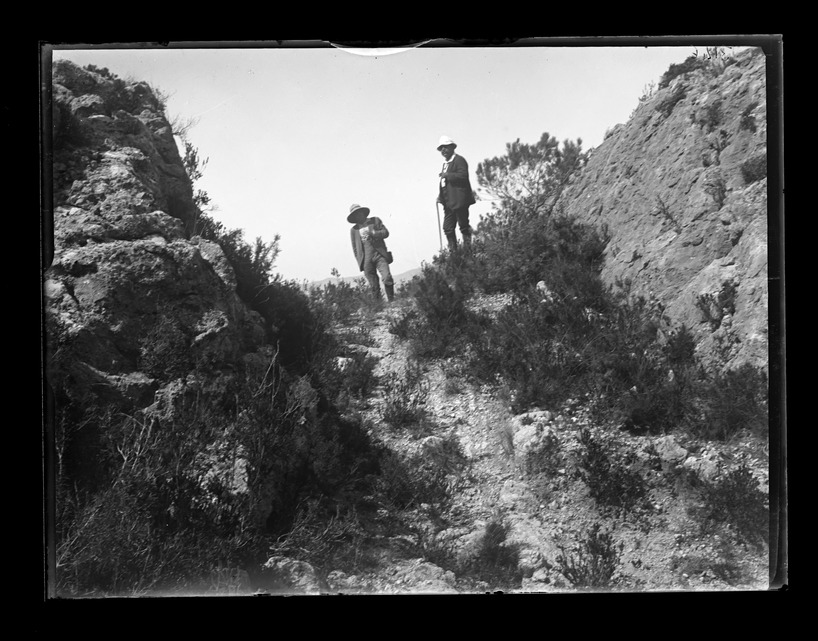
Camino de acceso a la puerta oriental del yacimiento de La Covalta (Albaida). 1919

Isidro Ballester nunca publicó la totalidad de los hallazgos, pero sí que permitió el acceso a los mismos a todo aquel que se desplazara a su casa de Adzaneta de Albaida, donde los tenía expuestos en vitrinas, hasta que finalmente en 1949 donó la colección al Servicio de Investigación Prehistórica de Valencia. Sí hizo varias publicaciones parciales hacia los años cincuenta, en concreto 6, dando a conocer algunas piezas recuperadas en sus excavaciones con gran información. 
Otros autores también publicaron materiales de Covalta como María Ángeles Vall en 1969, la cual se centra en el estudio de la cabeza de pastra vítrea y 1971, sobre el poblado y la cerámica de barniz negro, de gran importancia para el poblado, puesto que sirve para delimitar su cronología, además de publicar la planimetría que Mariano Jornet realizó durante las campañas de excavación patrocinadas por Ballester.   
Otros autores que se han centrado en el yacimiento de Covalta han sido Manuela Raga, quien realizó en 1994 su tesis de licenciatura dirigida por la arqueóloga Carmen Aranegui sobre un estudio completo de la cultura material del yacimiento, realizando un detallado y completo inventario de los materiales alojados en el SIP. Dos años más tarde, en 1996, la Consejería de Cultura, Educación y Ciencia de la Generalidad Valenciana le encargó realizar una nueva planimetría del yacimiento, revisando la anterior realizada por Mariano Jornet, acorde con el estado del asentamiento que reflejase qué estructuras, después de la limpieza y adecuación de la superficie de la cima, quedaban en pie y podían apreciarse.

## El poblado ibérico

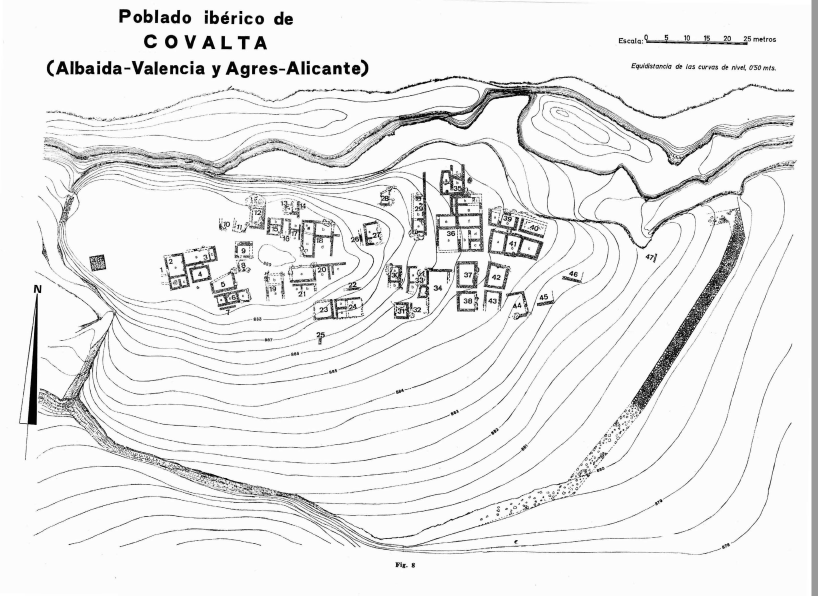
Planimetría del poblado ibérico de La Covalta realizada por Mª A. Vall de Pla (1971)

El urbanismo del poblado presenta las características comunes a otros poblados del ámbito valenciano. Este poblado se encuentra rodeado únicamente por una potente muralla en sus lados este y sur, por donde el acceso era más fácil puesto que, en su mayoría se encuentra defendido por potentes escarpes. La muralla construida con piedras de tamaño mediado sin trabajar, tiene un total de 320 m de longitud y una anchura aproximadamente en todo su recorrido de 3 m. La defensa estaría completada por una torre exenta, situada dentro del perímetro en su parte más occidental, cuya función sería la de vigilancia y comunicación. El acceso al poblado se haría por dos entradas, casi opuestas, que son la puerta de poniente al noroeste del poblado y la puerta de levante, en el extremo norte de la muralla.  
Dentro del poblado, Isidro Ballester excavó el área de viviendas, organizado en torno a una calle perpendicular de norte a sur. Las casas son rectangulares construidas en piedra y rematadas con adobe, en cuya parte interna iban enlucidas por una capa de cal, que en ocasiones iba pintada. El techo de las casas estaba construido con un entramado de cañas y ramas recubierto de barro para evitar que filtrara el agua. El suelo era de tierra apisonada o en algunos casos estaba cubierto por losas de piedra. Dentro de las casas, sus habitantes encendieron hogueras, tanto para cocinar como para calentarse. En cuanto a los enterramientos, no se conocen todavía datos, salvo un incisivo y fragmentos de un parietal de neonato, aunque podría estar situada en la zona que no ha sido excavada. 
El poblado se abastecía de agua gracias a dos aljibes de forma ovalada, que almacenaban el agua de lluvia, evitando que el poblado sufriera inundaciones. Además, en sus alrededores había abundante agua que también sería aprovechada por los habitantes de la zona. Probablemente, una de las actividades económicas que se desarrollaban en el poblado sería la metalurgia del hierro, ya que, al suroeste de la meseta, se encuentra una mina de hierro que probablemente fuera explotada en tiempos de desarrollo del poblado. La presencia de gran cantidad de objetos de hierro destinados a las actividades económicas como la agricultura o la elaboración de tejidos y abundante escoria de hierro en el yacimiento puede estar indicando esta explotación en época ibérica. 

## Cronología y ocupación del yacimiento

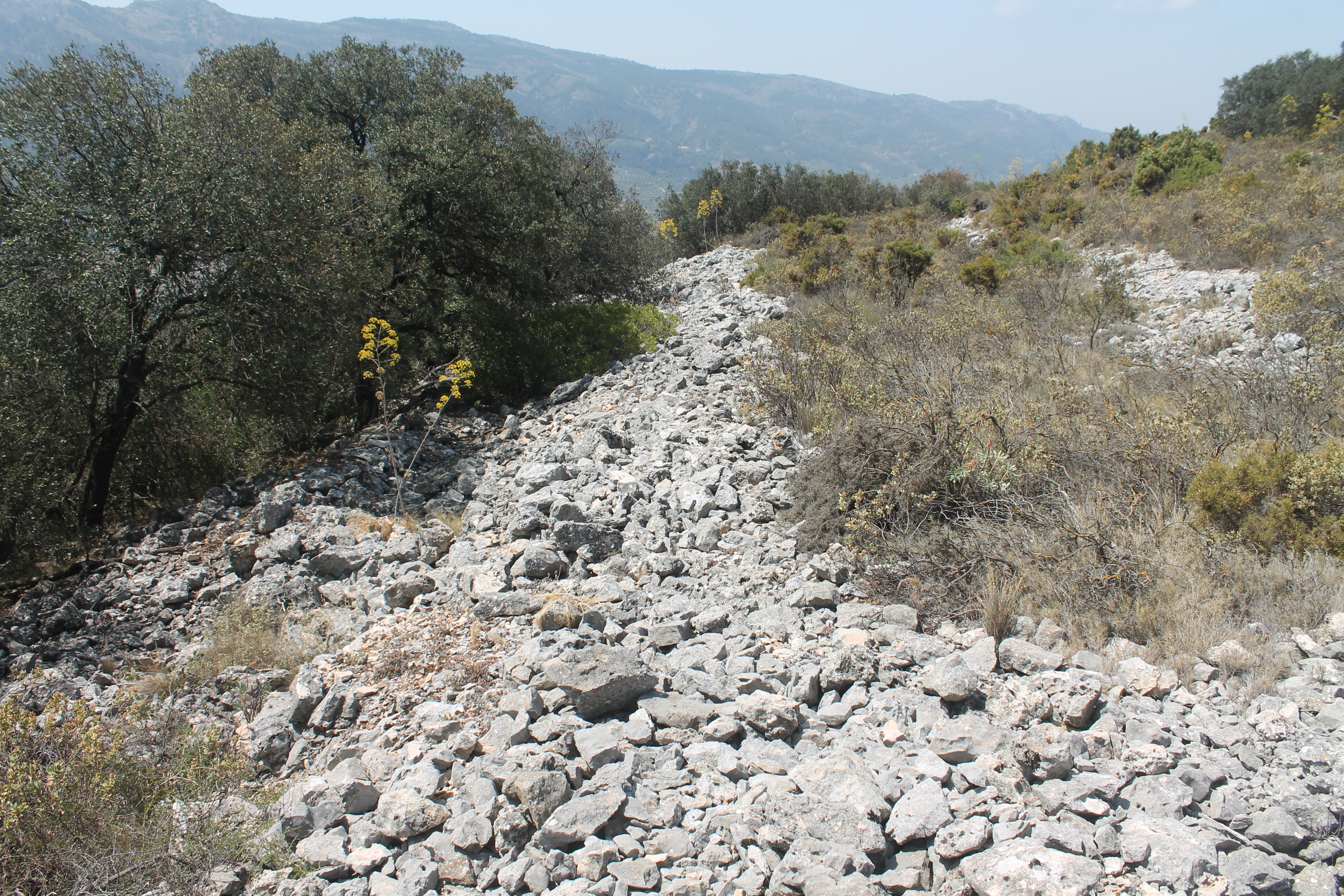
Muralla de la Covalta

Según sus materiales, el yacimiento estuvo poblado desde inicios del s. VI a. C. para ser abandonado a mediados del s. III a. C. y reocuparse en época medieval de forma puntual, como demuestran ciertos materiales. La aparición de dos fragmentos de ánforas fenicias tipo Trayamar I, la cerámica realizada a mano y una fíbula de doble resorte hicieron adelantar la cronología antes del ibérico pleno, época en la que se había fechado el yacimiento. La cerámica de barniz negro es la que marca la cronología hasta mediados del s. III a. C. 
La Covalta pudo ser abandonada por un cambio de mentalidad producido en el s. III a. C., por el cual sus habitantes se fueron marchando a otros lugares. Esto solamente es una hipótesis puesto que, no se han realizado más excavaciones en el poblado y no hay evidencias de una destrucción violenta o de un incendio que destruyera el poblado y obligara a sus habitantes a marcharse. 

## Materiales arqueológicos

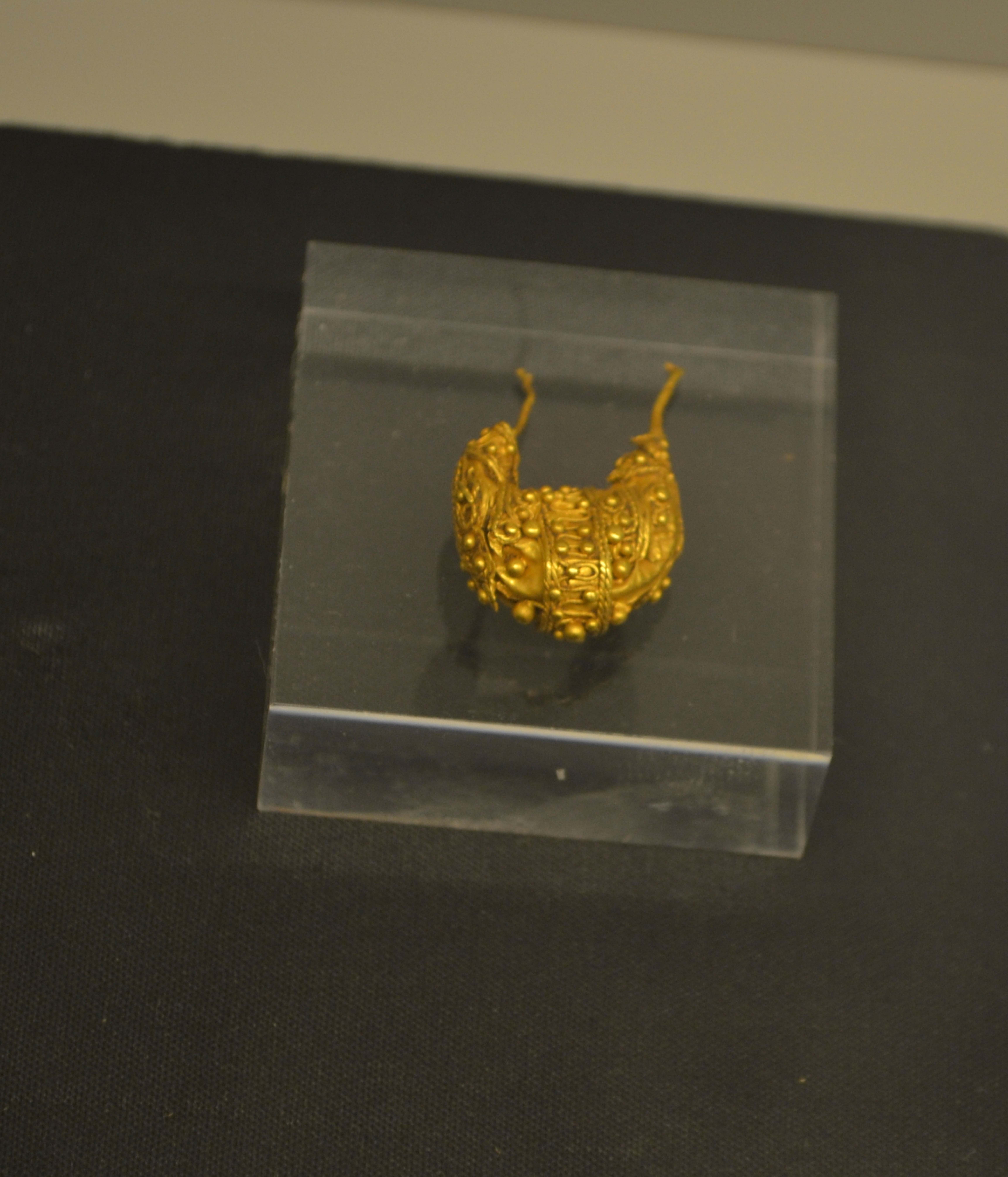
Pendiente de oro. Museo de Prehistoria de Valencia

La cultura material proporcionada por este yacimiento es de buen número y gran variedad, destacando en su gran mayoría la cerámica. 

### Cerámica
La cerámica que se encuentra en este yacimiento es principalmente de dos tipos: cerámica ibérica de gran calidad y cerámica de importación, aunque también existe cerámica ibérica más tosca realizada a mano y a torno lento. En cuanto a la cerámica ibérica, es la que más abunda en el poblado, cuyas formas más comunes son vasos, platos y jarras de gran calidad, con una decoración típica de bandas pintadas en color marrón-rojizo, tanto de un solo color aplicado en diferentes intensidades como polícromas, presentando el fondo en blanco y la decoración en color marrón-rojizo o naranja. Además de esta decoración en bandas, aparecen otros motivos decorativos, donde se puede apreciar una cierta evolución. Durante la segunda mitad del siglo V a. C. hasta el siglo IV a. C., la decoración es simple con bandas, círculos concéntricos, arcos, etc. que se va combinando en el s. III a. C. con formas más complejas y elaboradas, incluyendo decoración vegetal y zoomorfa, como peces y cefalópodos. Las formas más comunes de la cerámica tosca son ollas, copas, platos y tapaderas, decoradas con triángulos encadenados o líneas incisas, mamelones o cordones y cuya pasta es oscura y no está depurada. Destaca una pieza que ha sido denominada "tapaderita de cuernecillos", de pasta muy grosera y tipología hallstática. 
La cerámica de importación procede de varios lugares. Por un lado, llega al poblado cerámica de figuras rojas en torno al s. V- IV a. C., con las formas típicas del mundo griego, decoradas con motivos figurados de atletas preparados para el deporte, entre otros. Por otro lado, reciben cerámica campaniense de barniz negro procedente de varios talleres. En el siglo V-siglo IV a. C. importan cerámica ática decorada de forma incisa o pintada y en el s. III a. C. ya reciben importaciones de otros talleres como Rosas con la decoración característica de la palmeta rodeada de cuatro palmetas radiales y circundada por estrías realizadas a ruedecilla, Ibiza y Kouass. Además aparecieron dos fragmentos de ánfora tipo Trayamar I, procedente del mundo púnico.

### Objetos metálicos

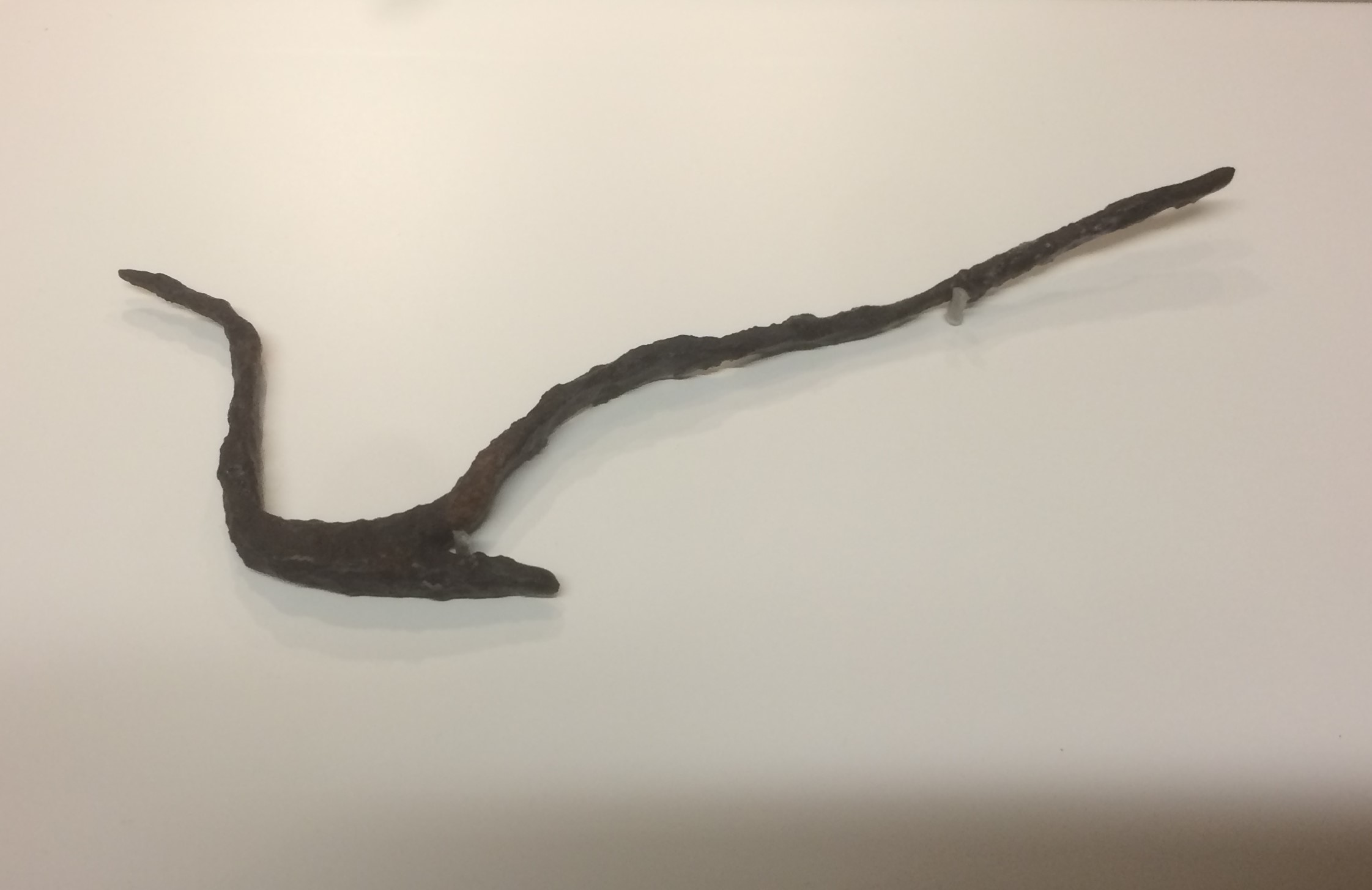
Arado votivo de hierro expuesto en el Museo de Prehistoria de Valencia (-)

Los objetos metálicos son una parte importante de los materiales de la Covalta. Metales como oro, bronce, plomo y hierro se utilizaron para realizar objetos tanto de prestigio, como un pendiente de oro de origen claramente púnico, como objetos más cotidianos que van desde fíbulas sobre todo en bronce, aunque también se encuentran de hierro, de varias tipologías (de doble resorte, La Téne y anulares hispánicas), objetos prácticos como juegos de ponderales de diferentes pesos, hechos en bronce y plomo, recipientes, hebillas, botones, hasta objetos de aseo personal, como pinzas de depilar, navajas de afeitar, etc.  
El hierro era muy usado para realizar herramientas destinadas a actividades económicas como la carpintería, la elaboración de utensilios para trabajar tejidos o incluso armamento, aunque también se usaba para las fíbulas. También para herramientas agrícolas, donde destaca un arado, un yugo de pequeñas dimensiones y unas tijeras dobladas, cuya función era de carácter votiva que se encuentran actualmente expuestos en el Museo de Prehistoria de Valencia. Este descubrimiento aporta una gran información sobre el trabajo agrícola en el poblado y por tanto extensible a otros poblados ibéricos, puesto que es un elemento común a varios de ellos.  

### Materiales de pasta vítrea

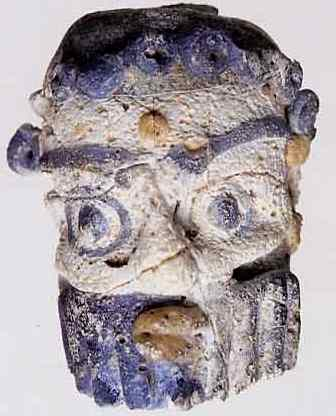
Cabeza barbada de pasta vítrea expuesta en el Museo de Prehistoria de Valencia (-)

Este tipo de materiales están ligados a un grupo muy reducido de personas con una elevada posición dentro de la sociedad del poblado, puesto que se consideran materiales de gran prestigio. Aun así, son bastante abundantes en Covalta y su origen estaría ligado con los fenicios. Cuentas de collar, sellos y colgantes de vidrio de varias tonalidades con escenas figuradas de gran calidad, que representan animales mitológicos como un Pegaso o un centauro, recipientes de varias formas, principalmente cuenquitos, botellitas y ungüentarios se encuentran realizados de este material de gran vistosidad. Destaca una cabecilla púnica de pasta vítrea de pequeño tamaño realizada en vidrio verde y policromada en blanco, amarillo y azul. La figura representa a un hombre de cabello rizado, anchas cejas, ojos desorbitados, amplia nariz, boca de labios prominentes y larga y poblada barba peinada en tirabuzones. La frente, nariz y pómulos van en blanco; el cabello y la barba de azul oscuro brillante y los labios amarillos. Estas cabecitas serían creadas y distribuidas por el mundo fenicio y púnico con un carácter religioso y funerario con finalidad apotropaica (siglo IV  a. C.) Irían junto a cuentas de collar de pasta vítrea y vasos polícromos.

### Hueso, asta y marfil
El hueso es la materia prima más empleada dentro de las piezas de Covalta, aunque también se ha documentado asta trabajada de  ciervo (Cervus elaphus) y corzo (Capreolus capreolus). Con este material se tallaron mangos, agujas, alfileres y punzones. Algunos de ellos presentan decoraciones con motivos incisos geométricos, destacando un alfiler tallado con la cabeza en forma de ave. Se han podido documentar evidencias en el poblado del proceso de manufactura tato de los útiles de hueso como de asta, evidenciando el trabajo artesanal sobre estas materias primas.   

### Industria lítica

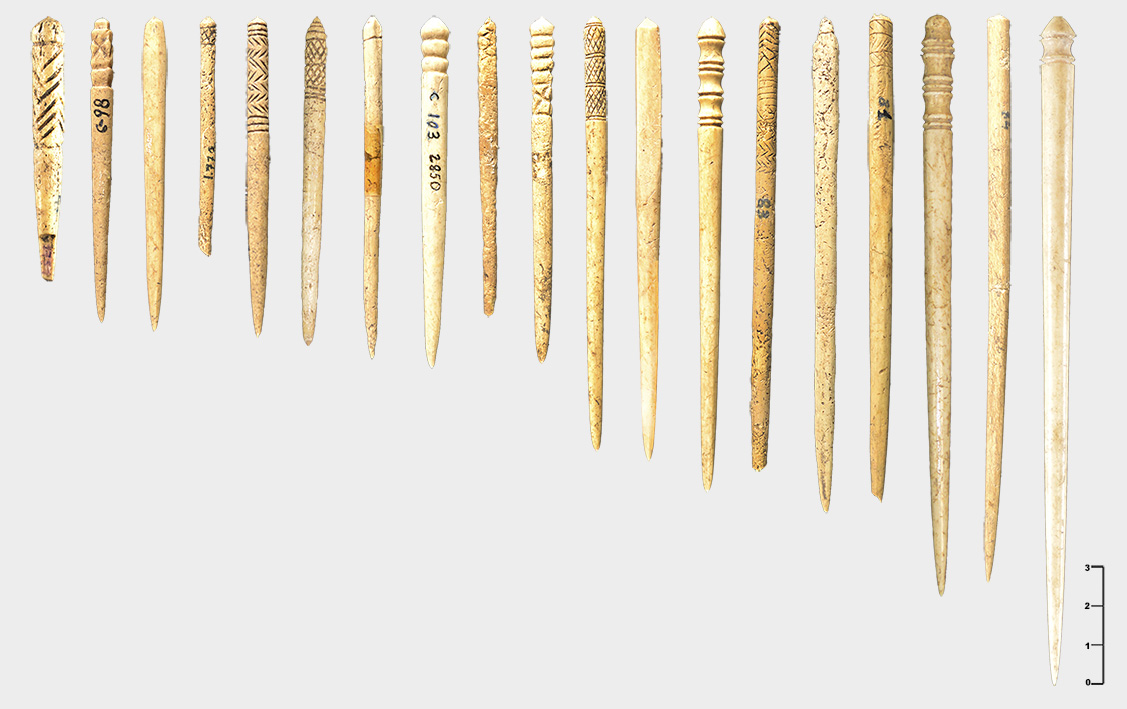
Alfileres de hueso de la Covalta

La industria lítica no es muy numerosa, pero abundan las pequeñas lascas de sílex, los útiles de piedra caliza destinados a manos de molino y percutores, cantos de arenisca gris, en algún caso trabajada y hachas de granito pulimentado que fueron enmangadas. También se han registrado fragmentos de la roca natural de terreno, rocas graníticas con perforaciones, hachas de diabasa o cantos de caliza, con los que se construyen fichas planas o muy planas de tendencia circular u oval. Además, se han encontrado pequeños fragmentos de colorantes en ocre, marrón y amarillento. 

### Epigrafía
Se encontraron tres piezas que contenían algún grafito escrito en lengua ibérica:  
- Un fragmento de plomo escrito: Se trata de una plancha de 34 x 40 mm. Está escrito en ambas caras con 5 líneas de texto identificado con el alfabeto del sureste o semisilábico meridional (s. IV-III a. C. ). Se ha transcrito pero no se ha traducido.

- Una fusayola: Presenta cuatro grafitos dispuestos en la mitad inferior de la pieza rodeando su contorno.
- Un fragmento de cerámica de barniz negro: Los grafitos de esta pieza se encuentran muy mal conservados. Se hallan incisos en la cara externa, pero aún no se ha logrado descifrar su contenido.

## Importancia de La Covalta para el estudio de la cultura ibérica

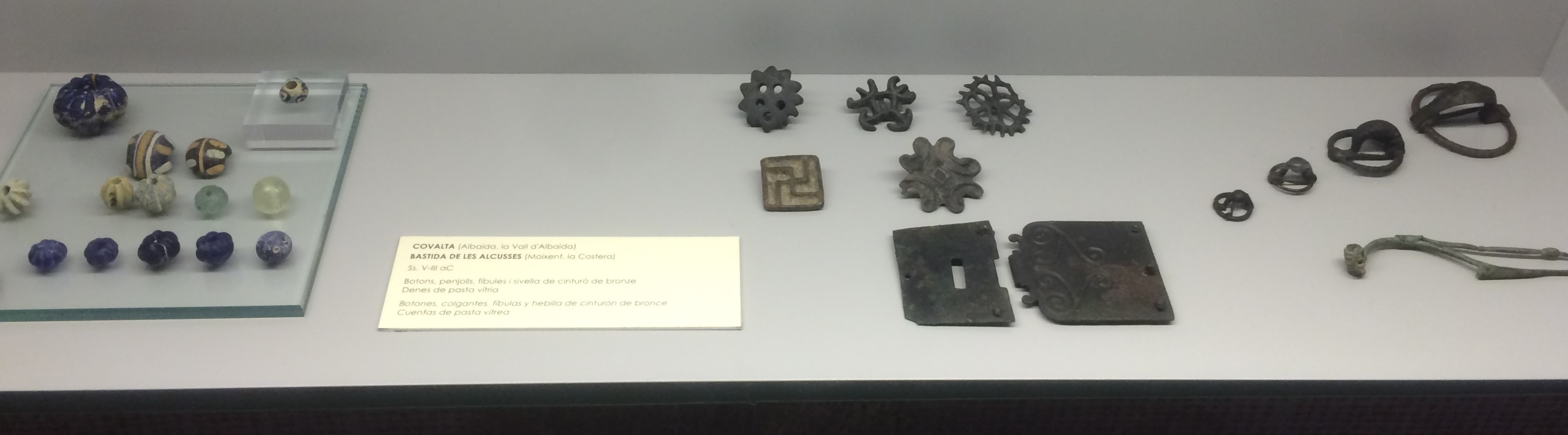
Vitrina del Museo de Prehistoria de Valencia con materiales procedentes del poblado ibérico de La Covalta

El estudio del poblado ibérico de La Covalta tiene gran importancia dentro del estudio de la cultura ibérica, puesto que la gran variedad de materiales que contiene de toda índole aportan gran información a su conocimiento, que unido con otros poblados ibéricos de esta región, permiten crear un horizonte cultural entre los siglos VI y III a. C. Además, La Covalta es uno de los poblados cuya ocupación se produce primeramente, incluso antes que La Bastida de les Alcusses o La Serreta de Alcoy, con los que tiene grandes semejanzas, como por ejemplo su planimetría.   
Es importante su localización geográfica, donde se muestra un gran dominio del territorio, la utilización de la geografía como defensa y el aprovechamiento de los recursos naturales del entorno, aunque este aspecto aún no está muy claro.  
Además, fue el primer poblado ibérico excavado por Isidro Ballester Tormo (1917-1925), abriendo la primera línea de investigación sobre el mundo y la cultura ibérica, apoyado por la gran labor del Servicio de Investigación Prehistórica de Valencia y emitiendo una gran cantidad de publicaciones para dar a conocer sus materiales.  